# Викинг Вик
«Викинг Вик» (англ. Vic the Viking) — полнометражный анимационный фильм совместного производства Германии и Франции, основанный на мультсериале «Викинг Вик» (2013), а также его предшественнике, японском мультсериале «Вики, маленький викинг» (1974—1975), который, в свою очередь, является экранизацией одноимённой сказки Рунера Йонссона «Vicke Viking» (1963).

## Сюжет
Юноша по имени Вик, несмотря на свой небольшой рост, всегда мечтал отправиться в дальнее плавание, прямо как его отец — вождь могущественного клана викингов. И вот судьба дает Вику шанс проявить себя, когда его мать попадает в золотой плен бога Локи. Чтобы снять зловещие чары неопытному викингу предстоит отправиться в захватывающее и опасное путешествие к вратам города богов — самому Асгарду.

## Роли озвучивали
- Деклан Миле-Хоувел — Вик
- Роланд Бирн — Снорр
- Тим Бентинк — Тжуре
- Конрад Бёшерз — Гилби
- Джон Шенсер — Покс
- Симон Феллоус — Горм
- Оуэн Фрост — Локи / Лейф
- Дэвид Гудж — Уробе
- Майкл Гэнретти — Тор
- Мэтт Келли — Улме

## Маркетинг
Локализованный трейлер анимационного фильма «Викинг Вик» был опубликован в сети 18 ноября 2019 года.